# Porzellanmalerei

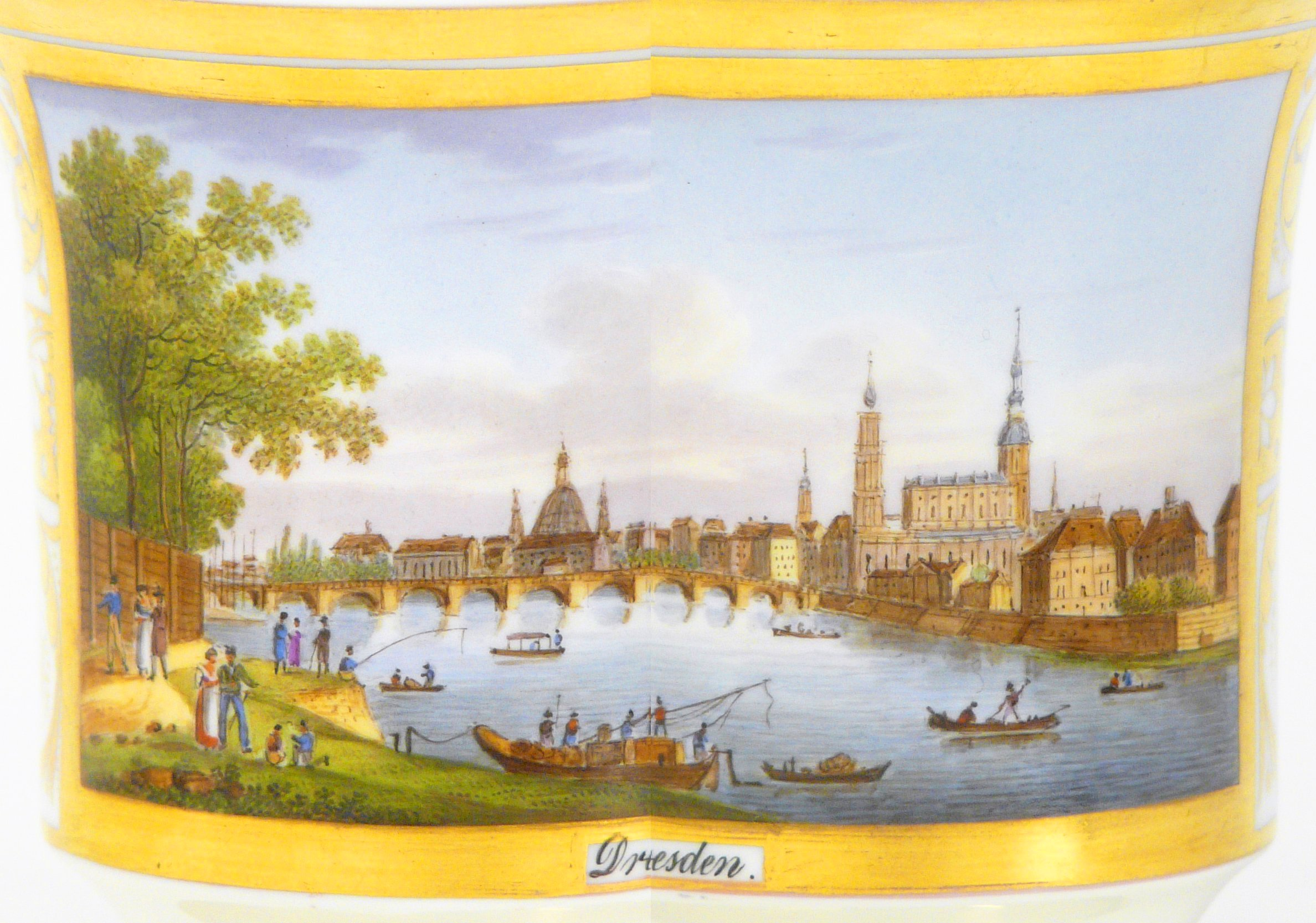
Ansicht von Dresden nach einem Gemälde von Canaletto, um 1830

Porzellanmalerei ist die manuelle Verzierung von Porzellangegenständen mit Bildern und Ornamenten. Hierbei verwenden Porzellanmaler spezielle Porzellanfarben und verschiedene Arbeitstechniken und Werkzeuge. Die Porzellanmalerei diente ursprünglich zur Verzierung von Gebrauchsporzellan. Zunehmend wurden auch Ziergegenstände gefertigt und bemalt. Der Stil und die Motive der Bemalung und die Art der bemalten Objekte (Geschirr, Ziergefäße, Puppenköpfe, Pfeifenköpfe, Dosen u. a.) veränderten sich im Laufe der Epochen. Porzellanmalerei weist im Gegensatz zur Ölmalerei eine hohe Beständigkeit der Farbe und Brillanz gegenüber Einflüssen von Alterung, Licht, Hitze und Luftfeuchtigkeit auf. Porzellanmalerei ist ein immaterielles Kulturerbe in Deutschland.

## Geschichte
Schon im Altertum wurden Keramikgefäße mit Farben bemalt und mit Glasuren überzogen. Nach der Erfindung des Porzellans in China wurden die Porzellanteile auch künstlerisch bemalt. Im 17. Jahrhundert wurden große Mengen des in Europa hoch geschätzten Porzellans durch die Niederländische Ostindien-Kompanie (VOC) nach Europa importiert. Es war möglich auf diesem Wege Bestellungen mit Bemalungswünschen bei der Niederländischen Ostindien-Kompanie (VOC) aufzugeben. Auch König Friedrich II. machte davon Gebrauch und kaufte viel Porzellan mit chinesischer Dekoration und ein Service mit seinem eigenen Wappen.
Mit der Erfindung des europäischen Porzellans durch Johann Friedrich Böttger in Meißen, entstand hier auch die zur Verzierung notwendige Porzellanmalerei, die aus der Emailmalerei auf Glas weiterentwickelt wurde. Durch den großen Erfolg des in Meißen im frühen 18. Jahrhundert hergestellten bemalten Porzellans entstanden in ganz Europa weitere Porzellanmanufakturen.
Nach der Französischen Revolution und der Gewerbefreiheit entstanden im zweiten Drittel des 19. Jahrhunderts eine Vielzahl privater Porzellanmanufakturen. Der dadurch hervorgerufene Konkurrenzdruck führte zu Entlassungen von Porzellanmalern und zum Verkauf von (undekorierter) Weißware. Es entstand ein Industriezweig frei schaffender Porzellanmaler, die auf der Walz nach Aufträgen suchten. Die Produkte jener Zeit werden als „Bürgerporzellan“ bezeichnet.

## Porzellanfarben
Man unterscheidet Unterglasur- und Aufglasurmalerei. Für die Unterglasurmalerei eignen sich nur wenige Farben.
Mit Aufglasurfarben stehen hingegen alle Farbnuancen zur Verfügung.
Die Herstellung der Porzellanfarben ist der Emaillefarbenherstellung ähnlich. Als Porzellanfarben benutzt man Metalloxide, die in eine spezielle Glasmasse als Trägermaterial eingeschmolzen werden, die bei der vorgesehenen Brenntemperatur genügend flüssig wird, ohne zu stark zu zerfließen. Die Masse wird zu Pulver gemahlen und mit einem Bindemittel (Öle und Terpentin) vermischt, damit die Farben mit einem Pinsel aufgetragen werden können. Das Bindemittel wird beim Brennvorgang rückstandslos verbrannt.

## Maltechnik
Das Auftragen der Porzellanfarben erfolgt mit sehr feinen Pinseln, bei der Lupenmalerei auch mit Einhaarpinseln. Man benutzte für alle Darstellungen Malvorlagen. In den Manufakturen gibt es große Archive mit Druckgrafiken, Kopien von Gemälden, Dekor-Vorlagen usw. Porzellanmaler fertigten auch selbst Vorlagen an, um ihr Motiv öfter zu verwenden, aber es gab auch Angestellte, die nur Vorlagenmaler waren. Für Dekor-Vorlagen beschäftigte man Spezialisten. Für Veduten-Vorlagen wurden Vorlagenmaler sogar auf Studienreisen geschickt. Für die Übertragung von bildlichen Darstellungen hat man optische Geräte (Umzeichner) nach dem Prinzip des Episkops verwendet. Durch die Projektion auf die gekrümmten Flächen von Vasen und Tassen, erklärt sich die oft sichtbar verzerrte Darstellung der Malereien. Für aufwendige Dekore wurden die Malvorlagen von Spezialisten konstruiert.
Um das gleiche Motiv von einer Vorlage leichter öfter zu übertragen, verwendete man ein Umdruckverfahren, mit dem man die Umrisse des Motivs auf das Porzellan übertrug und danach die farbliche Malerei manuell ausführte. Die Vorlagen sind seitenverkehrt, damit sie nach dem Übertragen seitenrichtig erscheinen. Diese Technik wurde bereits im 18. Jahrhundert eingeführt.
Im 20. Jahrhundert konnte man Porzellan auch farbig bedrucken. Dadurch wurden die Produkte zwar preiswerter, aber weniger wertvoll. Heute kann man sich eigene Fotografien, auch die von alten Porzellanmalereien, auf Porzellan übertragen lassen. Um den Unterschied zum handbemalten Porzellan zu erkennen, braucht man Expertenkentnisse und eine Lupe.
Das Verfahren Fotos auf Porzellan zu übertragen nannte man damals Chromatografie. Zur Bildübertragung verwendete man eine Schicht aus Chromatgelatine in der die Porzellanfarbe z. B. (Iridiumoxid für schwarz) bereits eingebettet war. Es lassen sich Farbfotos damit auf Porzellan übertragen. Im Muffelbrand verbrannte die Gelatine rückstandslos. Diese Technik wird auch verwendet, um Foto-Porträts auf Porzellan-Plaketten für Grabbilder herzustellen. Heute kann man Porzellanfarben mittels Computer und speziellem Drucker auf das Umdruckpapier drucken und bei flachen Porzellanplatten direkt auf das Porzellan.

## Porzellanmaler
Die kunsthandwerkliche Ausbildung zum Porzellanmaler kann bis zu 10 Jahren dauern. Es gab einige Porzellanmaler, die bekannte Ölmaler und sogar Professoren an Kunstakademien wurden, z. B.: Frédéric Frégevize, Johann Hubert Anton Forst, Friedrich Wilhelm Delkeskamp und Carl Daniel Freydanck.

## Bemalte Objekte
Aus Porzellan wurde eine sehr große Vielfalt unterschiedlichster Gegenstände hergestellt, die auch bemalt werden konnten.
Neben Gebrauchsgeschirr wurden auch Ziergegenstände wie Porzellanplatten, Ziergefäße, Vasen, Blumentöpfe (Jardinière), sogar Kronleuchter, figürliche Darstellungen (Skulpturen), Tabletts, Schreibgarnituren, Kerzenleuchter, Parfümflakons, Potpourries, Schminkdosen, Tabakdosen, Pfeifenköpfe, Gehstockgriffe, u. a. m. künstlerisch bemalt.

## Stile der Porzellanmalerei
Die Porzellanmaler verwendeten für ihre Tätigkeit Malvorlagen und deshalb entspricht der Kunststil dem der Vorlagen. Man richtete sich bei der Auswahl nach dem, was man am besten verkaufen konnte, also nach den Kundenwünschen. In der Frühzeit des europäischen Porzellans wollten die Kunden Motive, die sie schon kannten, meist die chinesischen Dekorationen des importierten chinesischen Porzellans, die man dann als Chinoiserien bezeichnete. Nach dem großen Erfolg der Blumenmalerei aus der Anfangszeit der Meißener Porzellanmalerei wurde das von allen anderen Manufakturen aus Geschäftsinteresse kopiert und als Meißener Blumen bezeichnet. Als Malvorlagen verwendete man auch die Ölgemälde alter Meister z. B. Canaletto, Lucas Cranach, Antoine Watteau, David Teniers usw. In den Vorlagensammlungen der Manufakturen gab es große Mengen an Druckgrafiken aus allen Jahrhunderten, deshalb haben die Porzellanmalereien auch Stil-Merkmale aus allen Jahrhunderten. So gab es z. B. Service im etruskischen Stil und viele andere. Die Manufakturen beschäftigten auch Vorlagenmaler für Blumen und Veduten, die nach der Natur gemalt wurden. Bei Dekoren und Ornamenten verwendete man alles, was man aus vergangenen Epochen und aus der jeweiligen Gegenwart fand. So entstanden die Kunststile des Klassizismus, der auf die Antike zurückgriff, und des Historismus, der bekanntlich alle Kunststile wiederholte und vermischte. König Friedrich II. entwarf nicht nur die Pläne für seine Schlösser selbst, sondern nahm Einfluss auf die Gestaltung des Porzellans für seine eigene Porzellan-Manufaktur und vergab dafür Namen z. B. Relief-Zierrathen und Neu-Zierrath, die bis heute produziert werden. Daraus entstand die kunstgeschichtliche Stilbezeichnung Friderizianisches Rokoko. Fachleute können erkennen, ob eine Porzellanmalerei in der Zeit des Rokoko, Biedermeier, Historismus oder nach dem Zweiten Weltkrieg entstanden ist (siehe Weblinks Videos). Sehr häufig werden Porzellanmalereien nach dem Herstellungs-Zeitraum der jeweiligen Kunst-Epoche zugerechnet, obwohl die typischen Merkmale des Kunst-Stiles nicht vorhanden sind. Es gab natürlich auch Malereien auf Porzellan die dem aktuellen Kunststil der Herstellungszeit entsprachen. Im Handel wird die Bezeichnung Weichmalerei für im Jugendstil hergestellte Blumenmalerei verwendet. Es werden keine grellen Farben verwendet, sondern nur blasse helle Farbtöne. In der Fachliteratur wird diese Bezeichnung nicht verwendet, aber es gibt dazu einen Artikel in einer Fachzeitschrift. Man kann heute in fast allen Porzellan-Manufakturen Bestellungen nach Formen und Dekoren der vergangenen Jahrhunderte aufgeben, nur die Qualität der Bemalung vom 20. Jahrhundert und davor wird nicht mehr erreicht. Modernes Porzellan der Manufakturen wird kaum noch bemalt, sondern meist bedruckt. Man kann heute bemaltes Porzellan von privaten Porzellanmalern erwerben, die das Weiß-Porzellan einkaufen und selber bemalen.

## Gruppen der Porzellanmalerei
Es gibt eine große Vielfalt an Kategorien der Porzellanmalerei. Hier werden nur einige als Beispiel aufgeführt. Weitere Gebiete der Porzellanmalerei findet man im Bildteil.

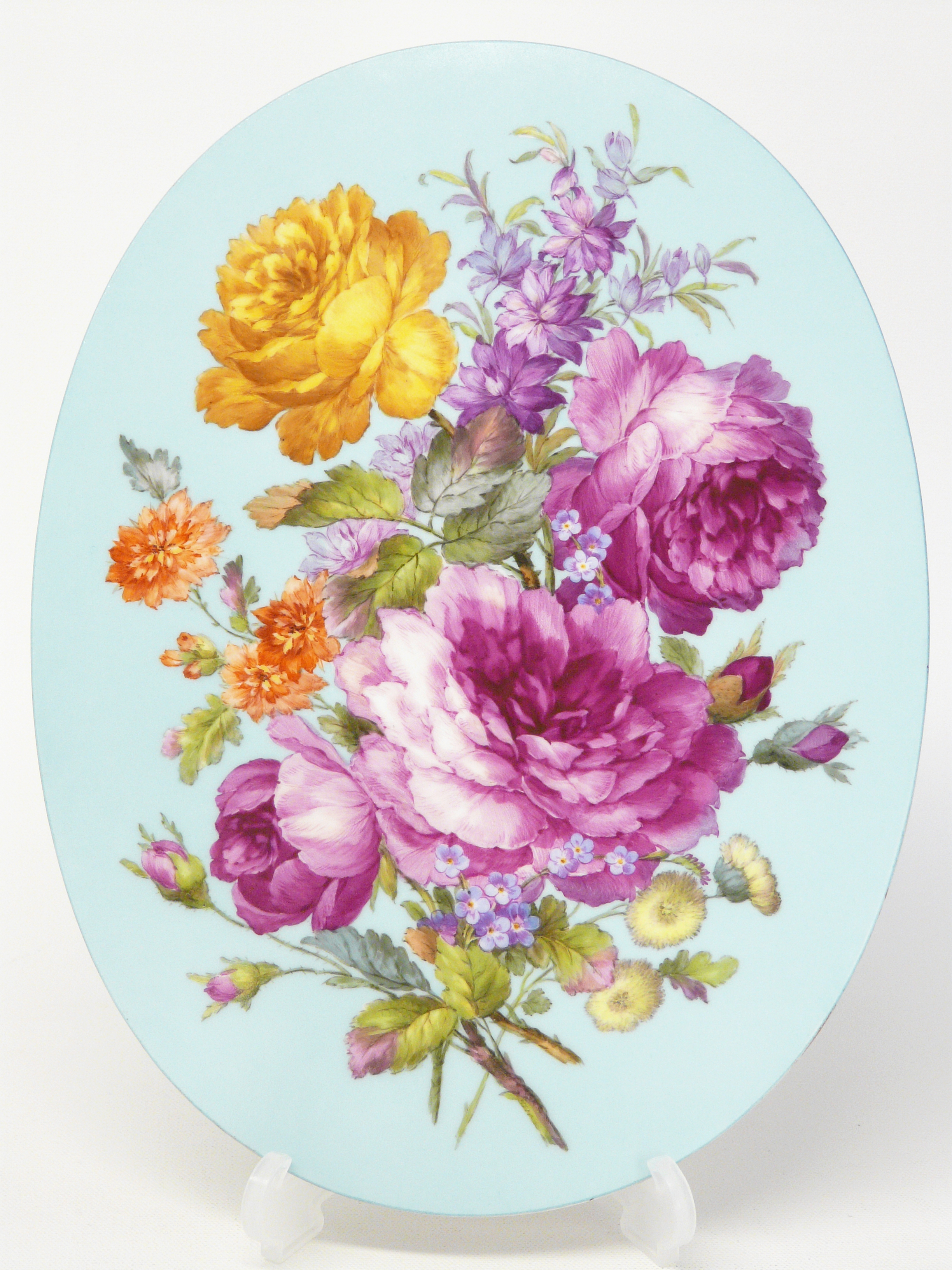
Porzellanplatte mit Blumenstrauß, 1871–1943

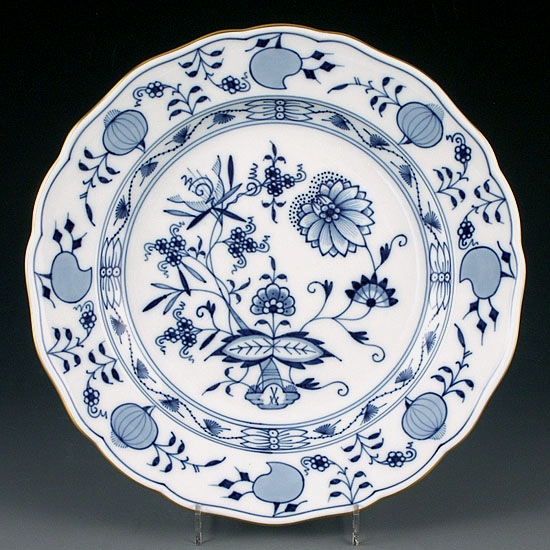
Zwiebelmuster, Meißen
(Unterglasur blau)

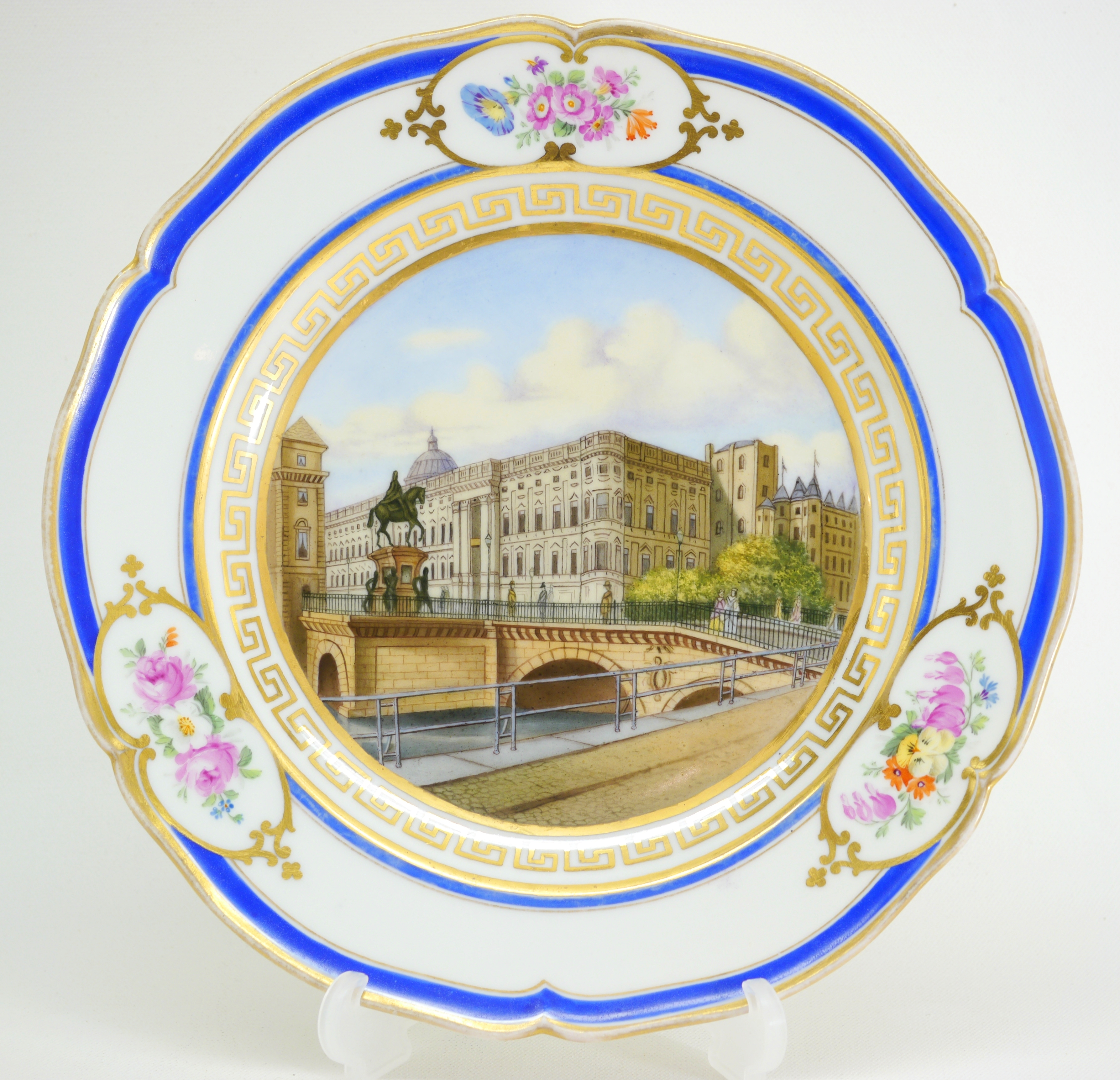
Teller mit Vedutenmalerei – Berliner Schloss mit der langen Brücke, datiert 1849–1870, Malvorlage: :Datei:Berliner Schloss-DE113-Freydanck.jpg, von Carl Daniel Freydanck datiert 1842

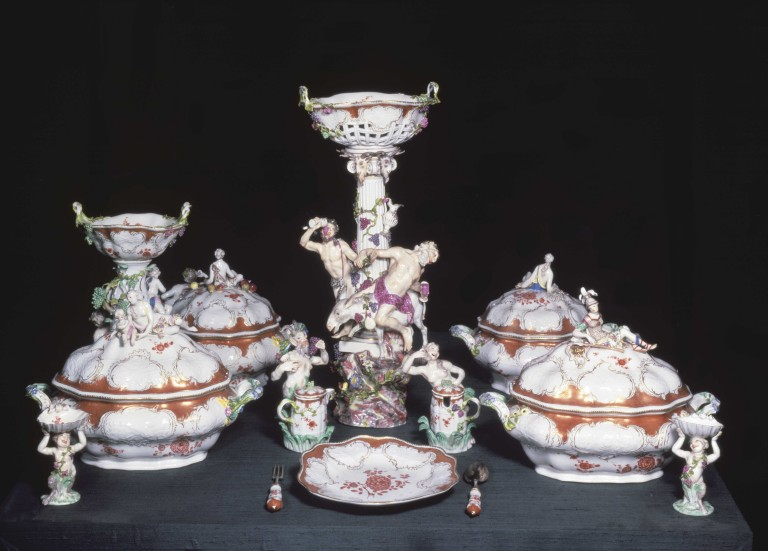
Teile des Tafel-Services mit preußisch-musikalischen Dessin mit mythologischen Figuren und indianischen Blumen-Motiven, Meißen 1761, Victoria and Albert Museum London

### Blumenmalerei
Die Blumenmalerei auf Porzellan ist der Haupt-Erwerbszweig jeder Porzellan-Manufaktur. Es wurde nach Vorlagen gemalt, die von Vorlagenmalern erstellt wurden, aber auch von den Porzellanmalern selbst. Teller mit Blumenmalerei wurden erst zur Benutzung hergestellt, heute werden sie als künstlerisch wertvolle Sammlerstücke betrachtet. Mit dem Beginn der Porzellanfabrikation im 18. Jahrhundert in Meißen wurden Porzellane mit Blumenmalereien verziert. Obwohl nur wenige Porzellanfarben verfügbar waren, gelang den Porzellanmalern eine sehr hohe Qualität der Darstellung. Neben einzelnen Blumen und Blumensträußen, gab es eine Vielfalt spezieller Dekore z. B. Deutsche Blumen, Indianische Blumen, Strohblumenmuster, Holzschnittblumen, Marcolini-Blumen, Manieristische Blumen (Meißner Rose), Streublümchen, naturalistische Blumen (botanische Malerei), Wiesenblumen, Zwiebelmuster usw.

### Botanische Malerei
Die botanische Malerei ist die exakte botanische Darstellung von einer einzelnen Pflanze, Blumen (auch Blumen-Porträts genannt), Früchten oder Baumzweigen, wie sie in der Botanik in Herbarien zur Pflanzen-Erkennung verwendet werden. Diese auf Porzellan gemalten botanischen Vorlagen übertreffen die Darstellungen auf Papier, weil auf Porzellan viel feiner gemalt werden kann als auf Papier.

### Dekore und Ornamente

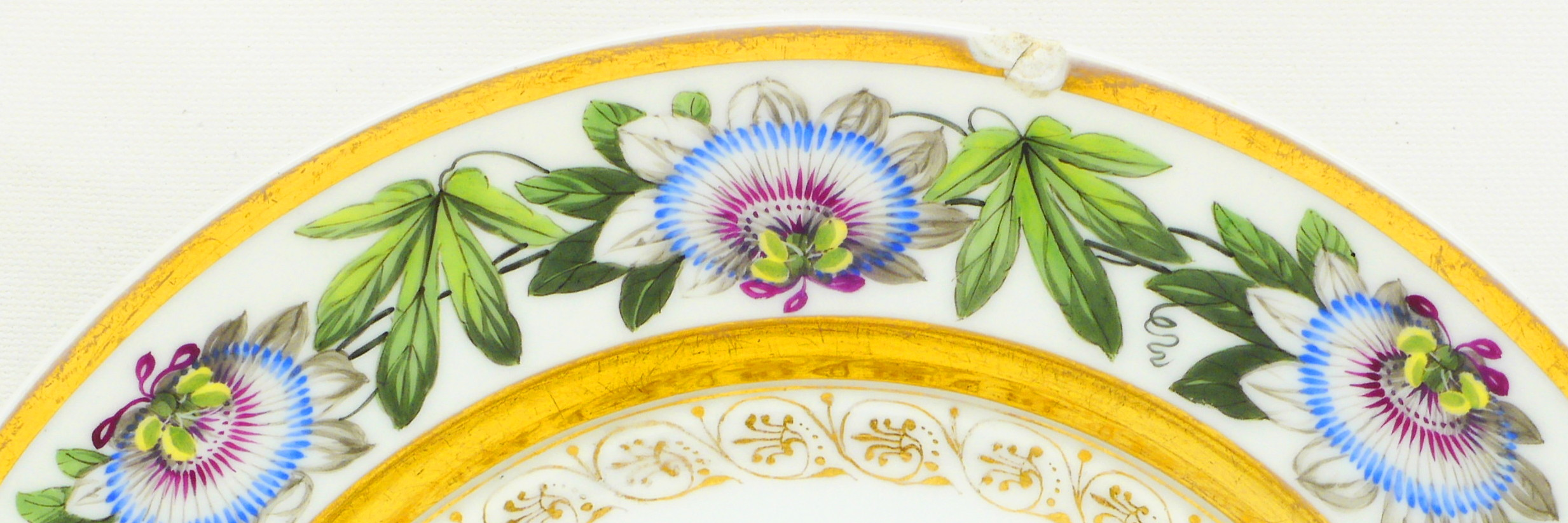
Blumenfries mit Passionsblumen (Passiflora), 1837–1844

Dekore und Ornamente als Verzierung gab es schon im alten China. Alles, was auf Porzellan gemalt wird, dient als dekorative Verschönerung. Die Motive sind meist stilisierte Pflanzenteile wie Rankenwerk und Blattwerk, aber auch Mäander und Kringel. Die Ausstattung von Porzellan mit Ornamenten ist ein eigenes Fachgebiet der Porzellanmalerei. Für die Vergoldung gab es die eigene Berufsgruppe der Vergolder. Durch den Umgang mit den sehr giftigen Chemikalien war ihre Lebenserwartung sehr viel geringer. Das aufgetragene Gold war nach dem Muffelbrand matt. Man konnte es mit einem Achat-Stift polieren (Poliergold) und damit auch glänzende Ornamente im matten Gold erzeugen (Radiergold). Nach 1830 konnte man Glanzgold ohne zu polieren erzeugen, das aber weniger abriebfest war. Fast alle bildlichen Darstellungen sind mit Ornamenten umrahmt. Bei Tellern sind die Fahnen (Fahne meint den erhabenen Tellerrand) und bei Tassen die Henkelseite umfangreich mit Ornamenten dekoriert. Die Vielfalt der Dekor-Bezeichnungen zeigt die Bedeutung für diesen Teil der Porzellanmalerei.

### Vedutenmalerei
Die Vedutenmalerei auf Porzellan, auch Prospekt-Malerei genannt, ist die wirklichkeitsgetreue, topografisch und perspektivisch korrekte Darstellung von Landschaften, Orten, Gebäuden, Straßen und Plätzen. Für Veduten-Vorlagen gab es in den Archiven der Porzellan-Manufakturen umfangreiche Sammlungen von Druckgrafiken und Gemälde-Kopien. Man beschäftigte Vorlagenmaler, die nur zur Herstellung von Veduten-Vorlagen eingesetzt wurden. Die frühesten Vedutenmalereien auf Porzellan gab es ab 1735 auf Porzellandosen aus Meißen. Teller mit Veduten waren nicht zum Gebrauch gedacht, sondern wurden als Ziergegenstände hergestellt. Der Zustand einiger Sammlerstücke lässt dennoch erkennen, dass darauf mit Messer und Gabel gekratzt wurde. Die extreme Feinheit und der Detailreichtum, die man nur auf Miniaturen gewohnt war, nun auf Vasen, Tellern und auch auf Tassen malen zu können, ist eine herausragende Leistung der Porzellanmalerei. Auf Ölgemälden kann man diesen Detailreichtum nicht erreichen.

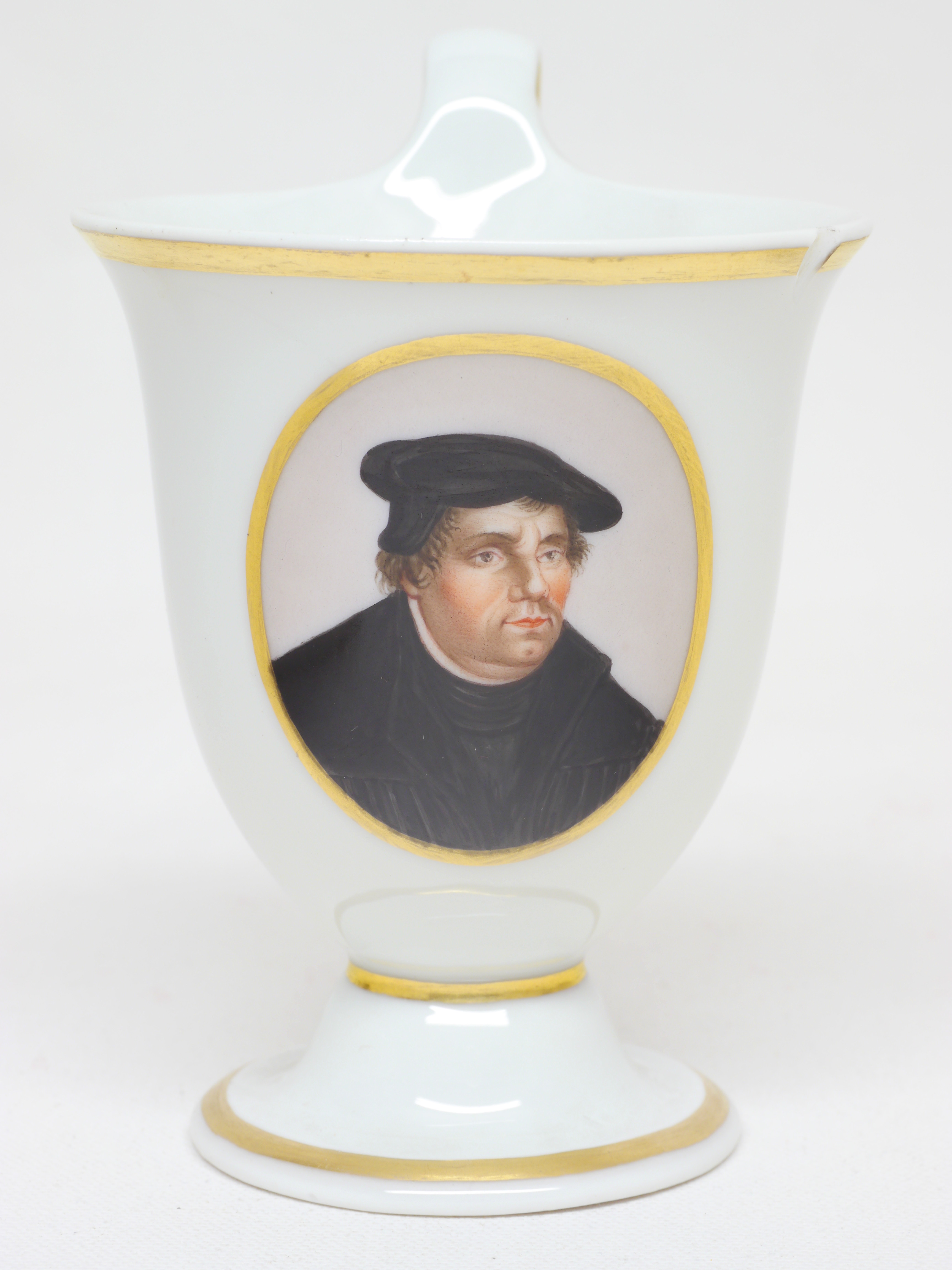
Martin Luther (1483–1546) nach einem Gemälde von 1586 von Lucas Cranach (1515–1686), gemalt 1817

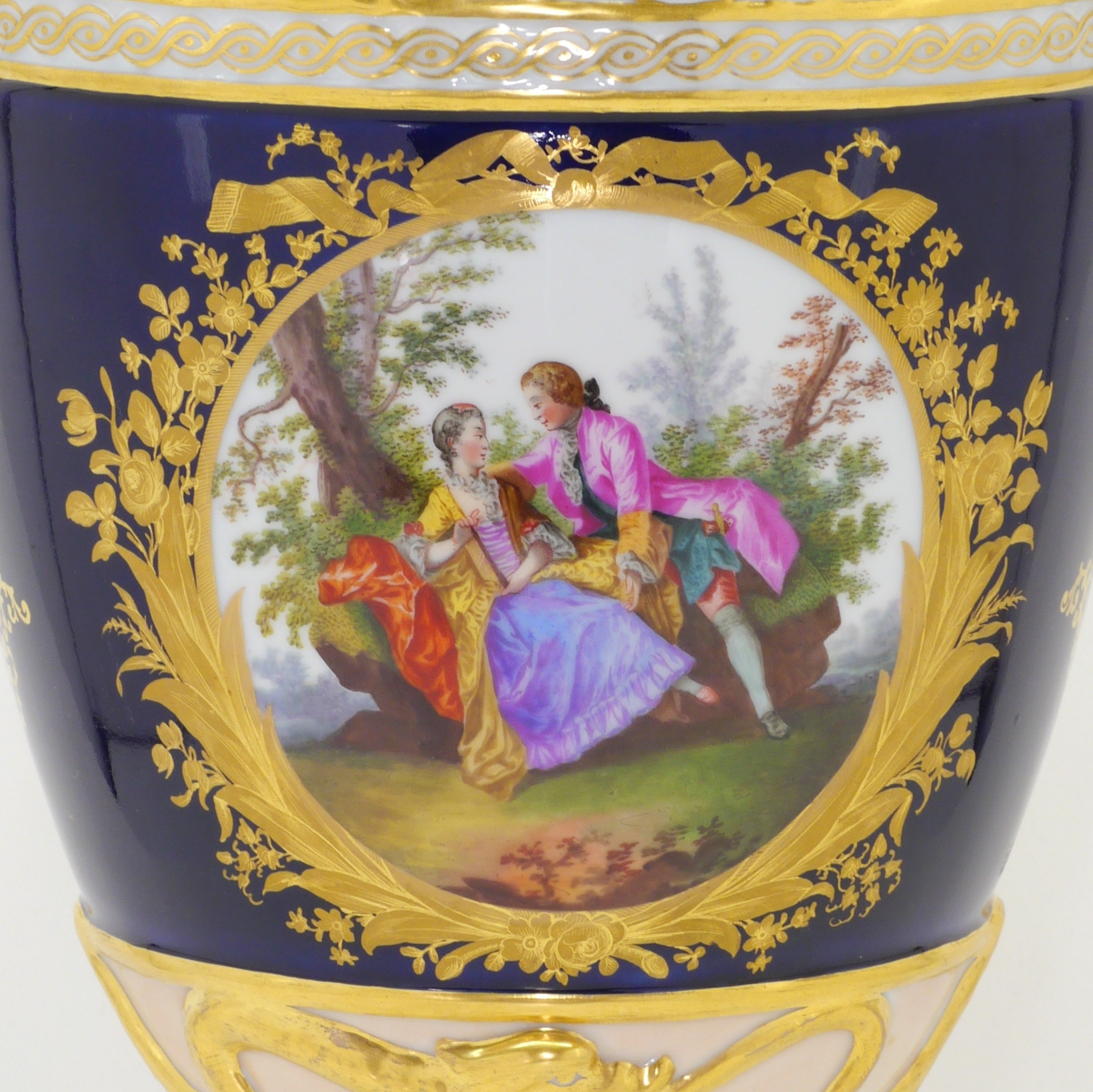
Watteauszene auf einer Weimarer Vase, um 1830

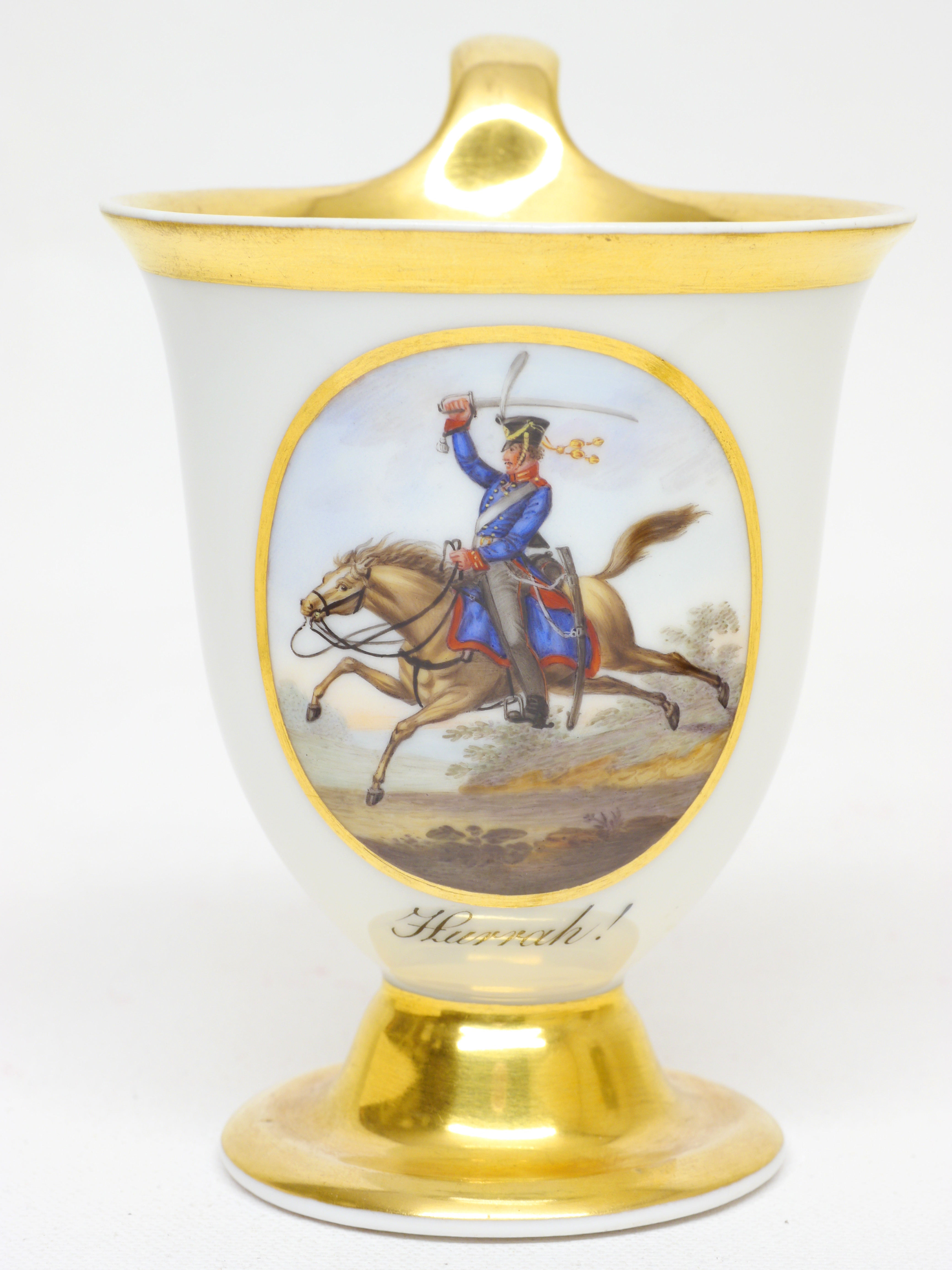
Dragoner 2. Garde-Dragoner-Regiment 4. Esquadron
datiert 1817

### Porträtmalerei
Porträts bekannter Persönlichkeiten findet man häufig auf Tassen, aber auch auf Vasen und Porzellanplatten. Das waren Kaiser und Könige, Fürsten und Fürstinnen, Staatsmänner und Feldherren, Dichter und Musiker, Gelehrte und bekannte Bürger. Es war auch möglich Porträts nach eigenen Vorlagen in Auftrag zu geben. Das Ergebnis findet man heute in den Angeboten von Auktionen. Für Porträts wurden Gemälde-Kopien und Druckgrafiken als Vorlage verwendet. Nach der Erfindung der Fotografie 1839 konnte man auch Fotos verwenden und sie auch direkt mit dem Umdruckverfahren auf Porzellan übertragen.

### Figürliches Porzellan (Skulpturen)
Die farbige Fassung (Bemalung) von Skulpturen ist ein eigenes Fachgebiet der Porzellanmalerei, bei der die Manufaktur Meißen als Vorbild gilt. Figürliches Porzellan, Menschen, Tiere und ganze Szenerien wurden viel als Weiß-Ware verkauft. Neben der kompletten natürlichen Bemalung gab es auch die Teilbemalung einzelner Details. Die Vielfalt des bemalten figürlichen Porzellans reichte von Hummel-Figuren bis zu den Tafelaufsätzen der Könige.

### Watteaumalerei
Die erotischen Ölgemälde des französischen Malers Antoine Watteau (1684–1721) wurden von Friedrich dem Großen gesammelt und auf seinen Wunsch in seiner eigenen Porzellanmanufaktur auf Porzellanvasen, Tellern, Tassen und Kerzenhalter gemalt. Dies wurde von vielen anderen Manufakturen übernommen und in den folgenden Jahrhunderten als Stil-Bezeichnung für ähnliche Darstellungen verwendet.

### Mythologische Szenen
Dazu verwendete man Darstellungen der antiken olympischen Götterwelt und vor allem der Parzen (Schicksalsgöttinnen), den am häufigsten dargestellten Figuren der antiken Mythologie.
Die Geschichten der griechischen und römischen Götterwelt der Antike bietet reichlich Stoff für Darstellungen auf Porzellan. Man findet sie auf Keramik, Mosaiken und Fresken der Antike, auf Gemälden in allen Kunst-Epochen und auch auf Porzellan. Die Vorliebe für ägyptische Mythologie, die nach der Eroberung Ägyptens 1798–1799 durch Napoleon entstand, findet man auf Porzellan wieder. Die Darstellungen sind Grisaille-ähnlich bemalt, so dass sie wie Kameen aussehen und mit aufwendigen Ornamenten umrahmt. Die Schicksalsgöttinnen sind auf Porzellan meist mit passenden Sprüchen dargestellt.

### Tiermalerei
Es gibt wohl kein Tier, das nicht auf Porzellan verewigt wurde. Auf Blumen-Tellern findet man häufig gemalte Insekten und Schmetterlinge. Neben den üblichen Tier-Szenen und Personen mit Tieren gab es analog zur botanischen Malerei auch die exakte anatomische Darstellung. Eine seltene Tierdarstellung ist das aus 303 Teilen bestehende Service, bei dem jedes Teil mit einem unterschiedlichen Flusspferd bemalt ist. Das Service wurde 2003–2007 in der Kopenhagener Porzellan-Manufaktur nach Fotografien als Auftragsarbeit hergestellt.

### Kriegsandenken
Nach den zahlreichen Kriegen im 18. und 19. Jahrhundert war die Nachfrage für Andenken an die erfolgreichen Schlachten sehr hoch, nicht nur bei Offizieren und Soldaten, sondern auch in der Bevölkerung. Die Motive waren Soldaten in ihren prächtigen Uniformen, Kriegs-Insignien und symbolische Darstellungen.
Insbesondere die Befreiungskriege ganz Europas gegen Napoleon waren Anlass für zahlreiche Andenken aus Porzellan.

### Wappen auf Porzellan
Wappendarstellungen auf Porzellan wurden auf Bestellung für Adelshäuser, aber auch für Firmen hergestellt. Service mit Staatswappen wurden auf Bestellung z. B. für König Umberto I. (1844–1900) und Kaiser Wilhelm II. (1859–1941) hergestellt.